# I Didn't Mean It
I Didn't Mean It är en låt av det brittiska rockbandet Status Quo. Den ingick på albumet Thirsty Work, och släpptes som singel 1994. På omslaget visas tio kända profiler, som hamnat i trubbel med rättvisan.

## Låtlista

### Kassett / 7" blå vinyl
1. "I Didn't Mean It" (J David) (3.21)
2. "Whatever You Want" (Parfitt/Bown) (4:03)

### 2CD-set

#### CD1
1. "I Didn't Mean It" (J David) (3.21)
2. "Whatever You Want" (Parfitt/Bown) (4:03) - Down Down (Rossi/Young) (3:50)
3. "Rockin' All Over The World" (J Fogerty) (3:38)

#### CD2
1. "I Didn't Mean It" (Acoustic Version) (J David) (4.01)
2. "I Didn't Mean It" (Hooligan Version) (J David) (3.55)
3. "Survival" (Rossi/Bown) (3.24)
4. "She Knew Too Much" (Rossi/Bown) (3.45)

## Omslag
På omslaget visas tio kända profiler, som hamnat i trubbel med rättvisan.

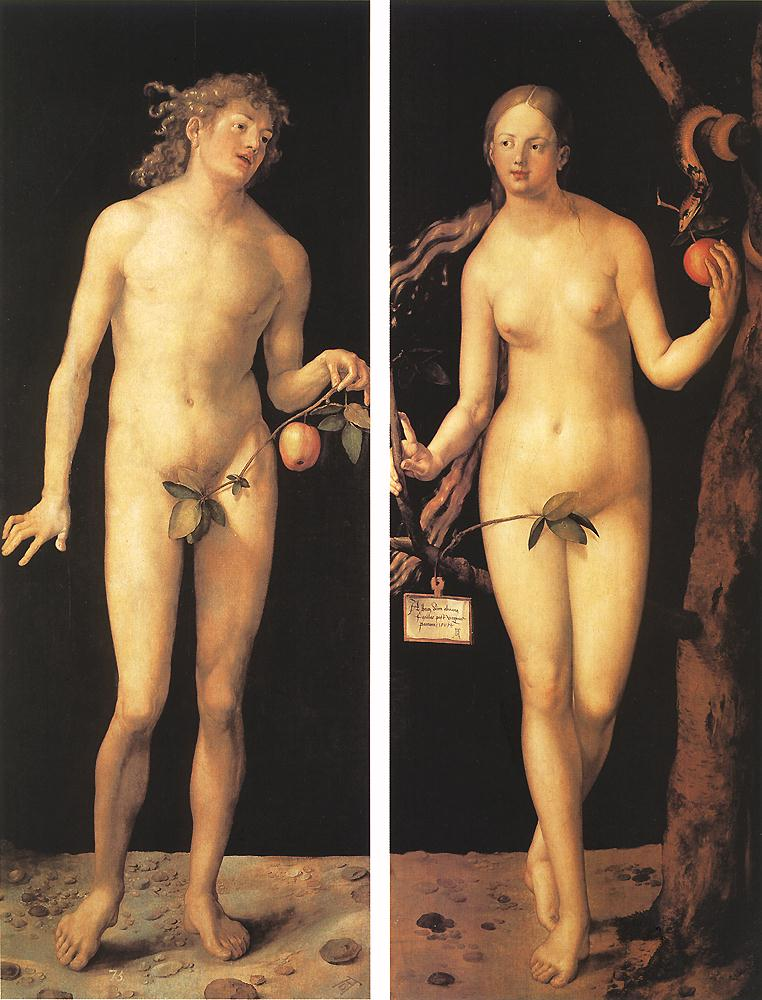
Adam och Eva
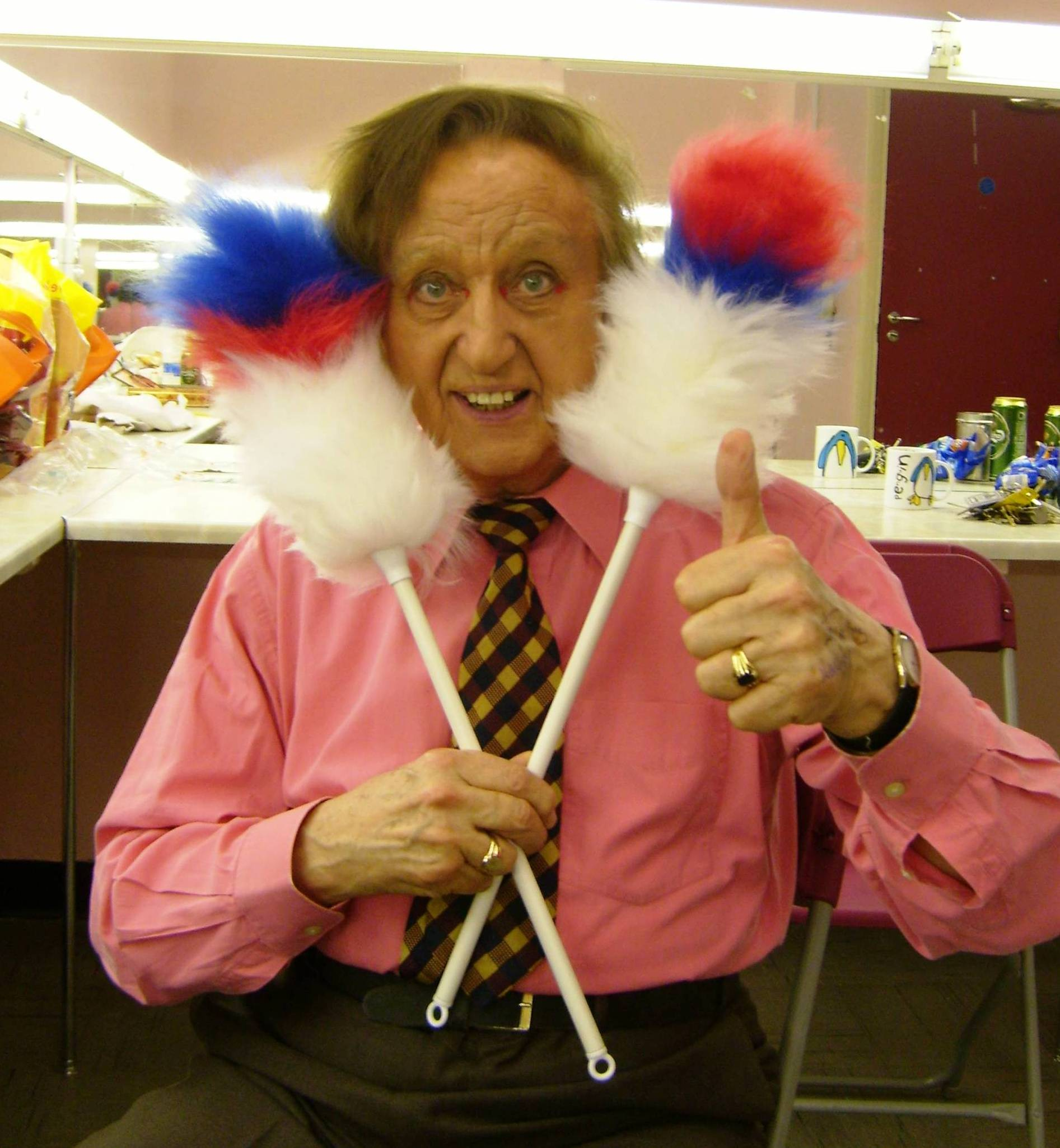
Ken Dodd
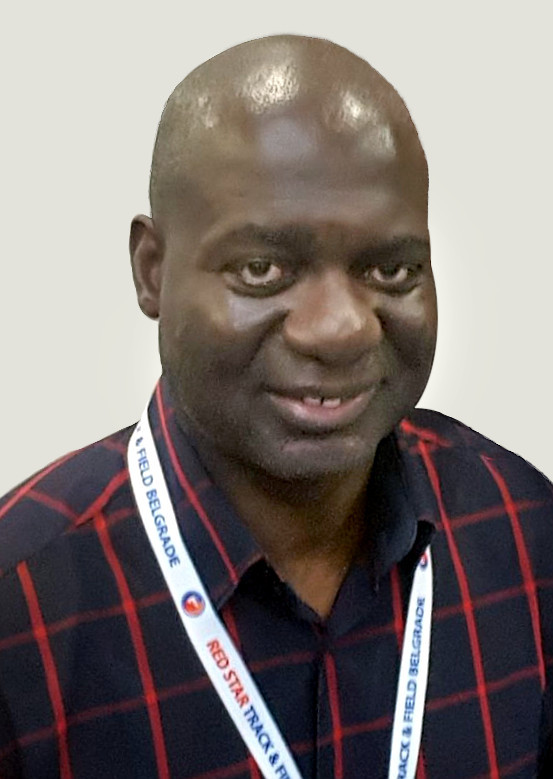
Ben Johnson
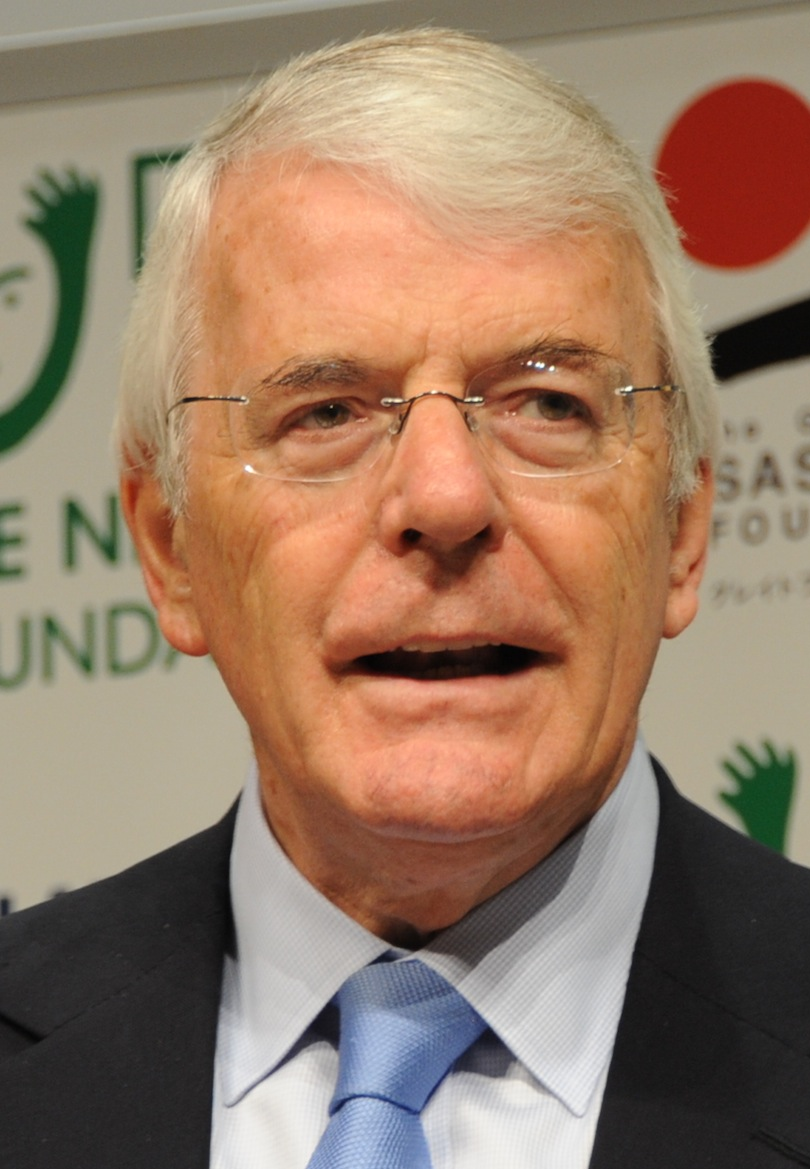
John Major
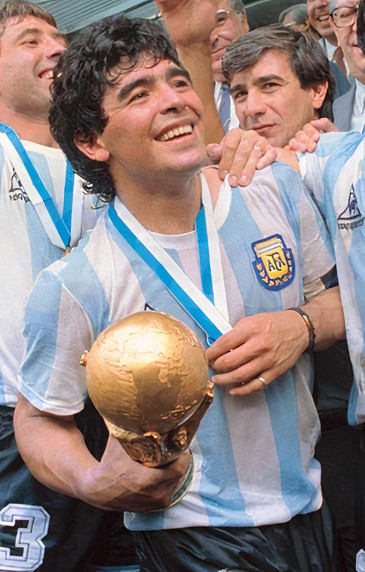
Diego Maradona
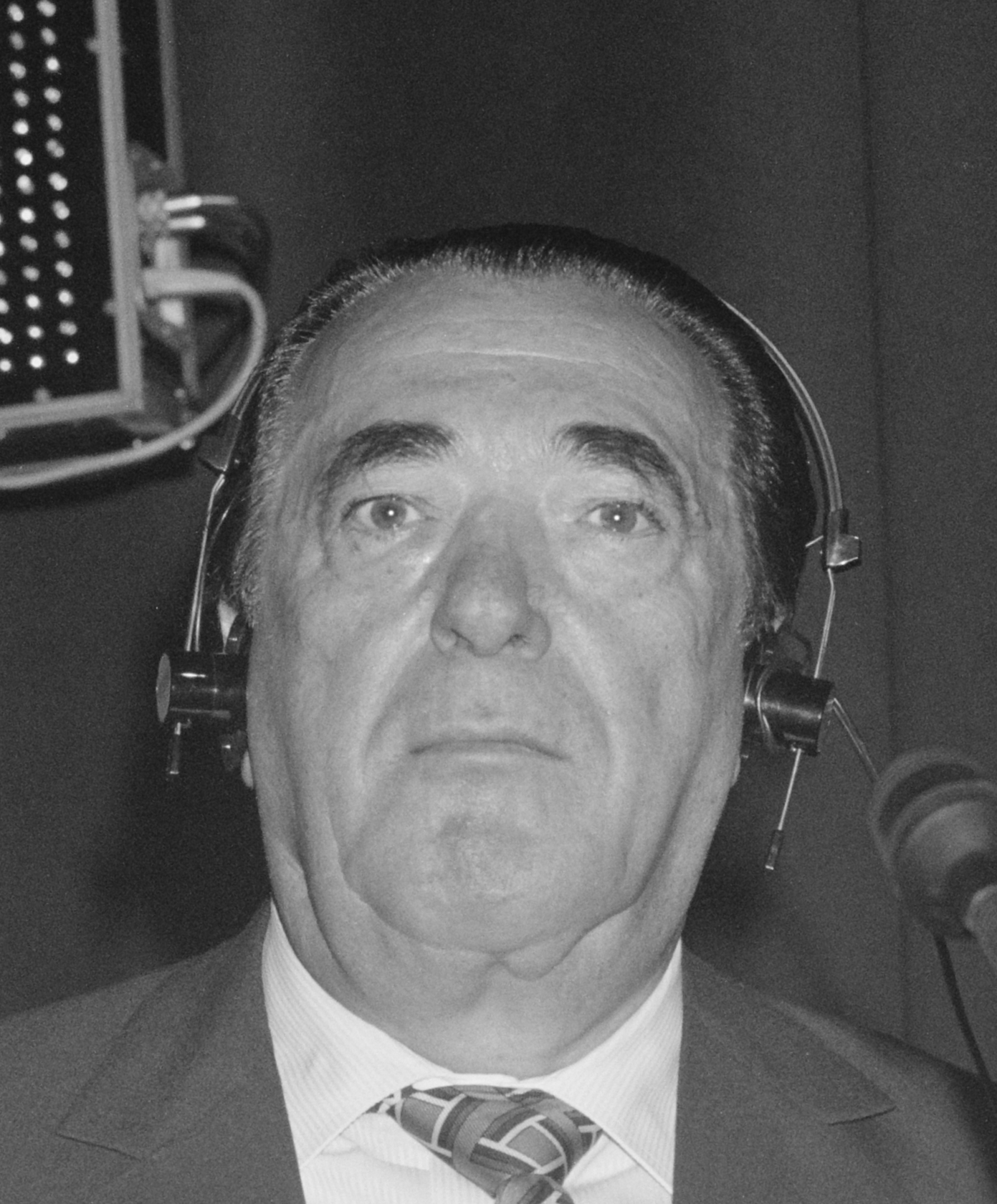
Robert Maxwell
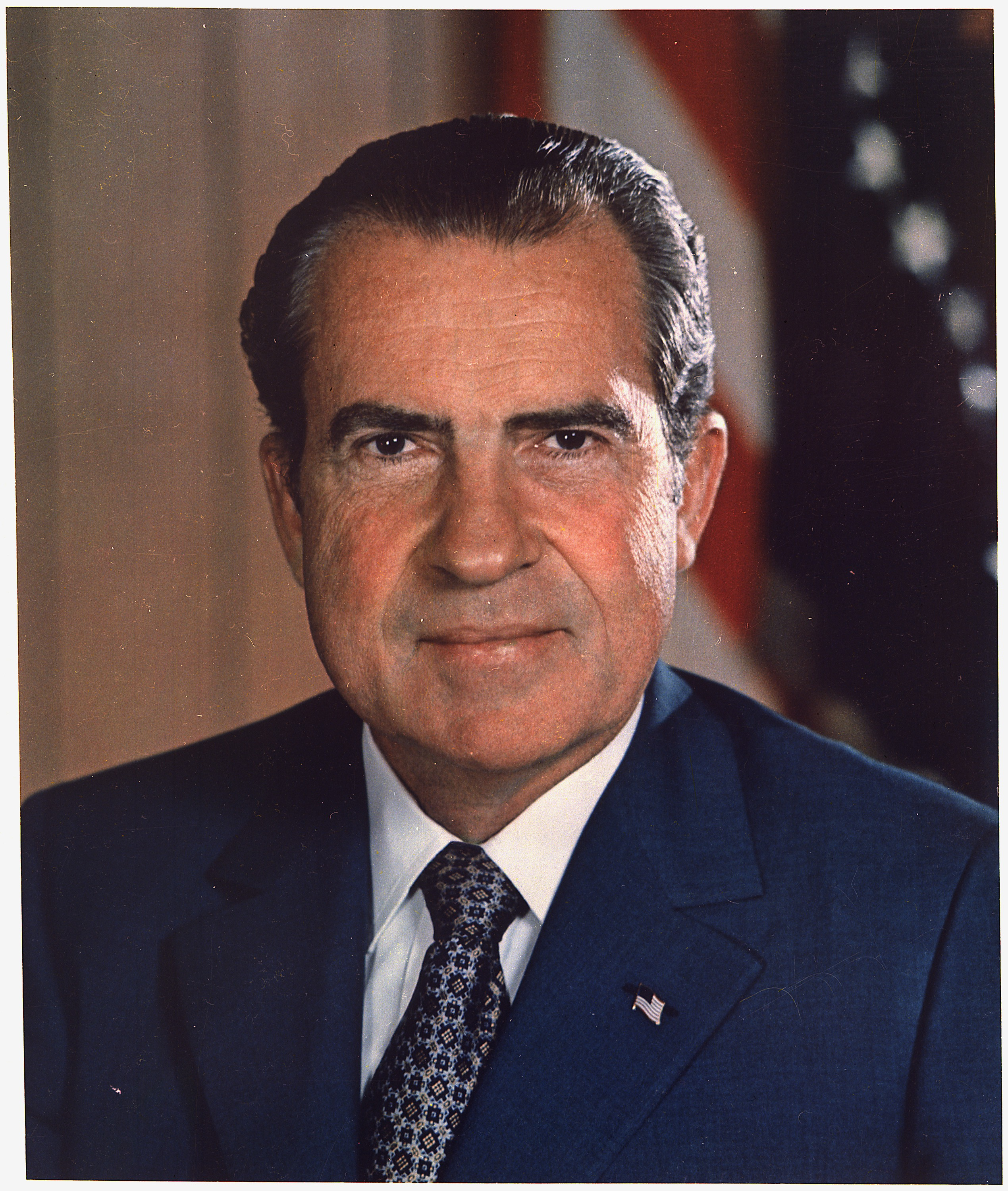
Richard Nixon
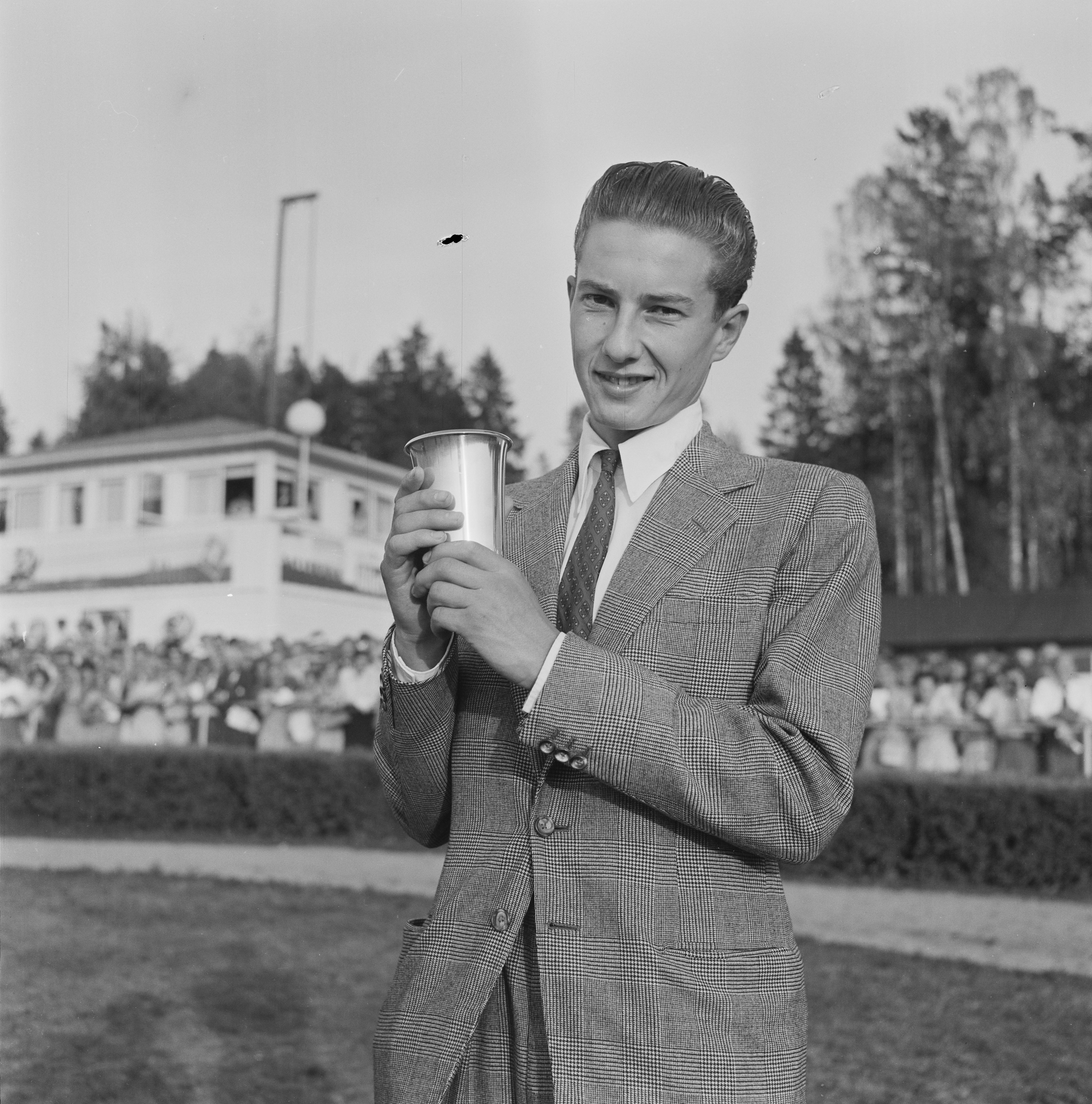
Lester Piggott
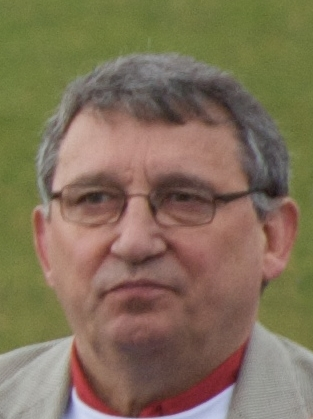
Graham Taylor
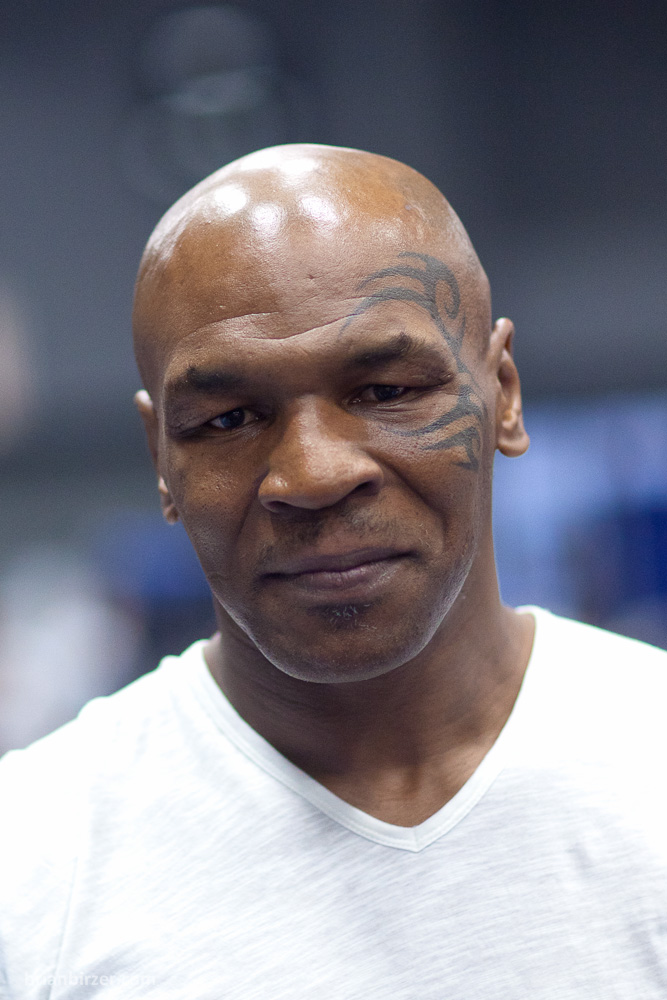
Mike Tyson

## Listplaceringar
| Lista (1994)     | Plac. |
| ---------------- | ----- |
| UK Singles Chart | 21    |
| Sverige          | 21    |
| Irland           | 23    |